# Sweet Liberty - La dolce indipendenza
Sweet Liberty - La dolce indipendenza (Sweet Liberty) è un film del 1986 scritto, diretto ed interpretato da Alan Alda.

## Trama
Michael Burgess, un docente universitario di storia americana, scrive un romanzo sulla guerra d'indipendenza americana. Il successo del romanzo è tale da spingere uno studio hollywoodiano a trarne un film. Da questo momento, Burgess, inizialmente entusiasta del progetto, si troverà a doversi relazionare con la stramba e surreale troupe della pellicola che, ben presto, finirà per distorcere completamente il contenuto del suo manoscritto, oltreché travolgergli completamente la vita.

## Cast
Nel cast è presente Michelle Pfeiffer nel ruolo di Faith Healy, un'attrice sensibile e complessata fermamente dedita al metodo Strassberg, Michael Caine nel ruolo di Elliott James, il classico primattore arrogante, egocentrico e donnaiolo, Bob Hoskins nel ruolo di Stanley Gould, il superficiale sceneggiatore semianalfabeta della pellicola, Saul Rubinek nel ruolo di Bo Hodges, il tipico regista hollywoodiano scontroso ed isterico, e lo stesso Alda nel ruolo di Burgess.